# 針生燎
針生 燎（はりう りょう、7月6日生まれ）は、ゲーム企画開発スタジオLoud・Factory代表。
ゲーム、アニメを始めとした音響監修を専門としたフリーランスの音響技師。Music Sounder（サウンドプログラマー）。

## 来歴
学生時代に『ルー・リード』の「Satellite of Love」「Perfect Day」に感銘を受けアコースティック・ギターでの作曲を始め、スタジオバイトの経験を元に数々の収録に立ち会い独学習得の後音響技師として独立。また、ヴァイオリニストのTomoko Aritakeと共に無伴奏楽曲の制作を行なっている。
2009年4月8日、ゲーム企画開発スタジオLoud・Factoryの立ち上げと同時期にフリーの音響技師として独立。独立後は2年間都内の音楽スタジオのスタッフとして活動。その間に制作された楽曲シリーズ『彼女』シリーズがオリックス生命保険主催の3.11復興支援ライブのエンディングとして2012年4月6日に使用された。

## 人物
- 愛読書に永野護のファイブスター物語や桜庭一樹の「GOSICK -ゴシック-シリーズ」を上げることが多い。
- イギリスのBBC制作海外ドラマドクター・フーの大ファンであり、ポール・マッギャンが務めた8代目ドクターのファンである。

## 主な作品
- 2011年 - 「彼女」 [楽曲]
- 2012年 - EXE〜偽りの少女〜 [PC]
- 2015年 - 同人アニメーション楽曲提供
- 2017年 - ESP.GCAキャラクターギターシリーズ考案